# Edmundo Vieira
Edmundo Vieira, ou apenas Edmundo (Portimão, 22 de Novembro de 1983), é um cantor português. É especialmente conhecido por ter sido um dos quatro membros do boy group D'ZRT.
Participou em vários concursos de música, como o concurso Vou Ser Uma Estrela, do programa SIC 10 Horas. Foi concorrente da primeira edição do programa Operação Triunfo, icando classificado no 12.º lugar, entre 16 concorrentes.
Participou como ator em Morangos com Açúcar, onde conheceu os outros elementos dos D'ZRT. 
Participou no concurso Dança Comigo em 2006.
Lançou o seu álbum a solo em 2009.
Em 2012 participou no programa A Tua Cara Não Me É Estranha - Duetos, fazendo dupla com Daniela Pimenta, cantora que ficou conhecida através da sua participação na segunda edição da Casa dos Segredos. Em 2013, participou como concorrente no reality show Big Brother VIP, da TVI.
Em 2016, Edmundo Vieira lançou o seu segundo álbum a solo, Mais de Mim, e em 2023 juntou-se aos restantes membros sobreviventes dos D'ZRT, Paulo Vintém e Vítor Fonseca, para 12 concertos.

## Discografia
- 2009 - Edmundo
- 2016 - Mais de Mim